# 1956 en sport
Cet article présente les faits marquants de l'année 1956 en sport.

## Automobile
- Juan Manuel Fangio remporte le Championnat du monde de Formule 1 au volant d'une Ferrari.
- Buck Baker remporte le championnat de la série NASCAR avec un montant total de 29,790 $ (USD).

## Baseball
- Les New York Yankees remportent les World Series face aux Brooklyn Dodgers.
- Le trophée Cy Young est introduit. Le premier gagnant est Don Newcombe.

## Basket-ball
- Les Philadelphia Warriors sont champion NBA en battant en finales les Fort Wayne Pistons 4 manches à 1.
- ASVEL Lyon-Villeurbanne est champion de France.
- Le petit club de D1 le CSM Auboué remporte la Coupe de France.

## Boxe
- 30 novembre : Floyd Patterson devient champion du monde des poids lourds à la boxe en battant Archie Moore par K.O. au 5e round à Chicago.

## Football
- 11 novembre : pour son premier match qualificatif pour la Coupe du monde 1958, la France bat la Belgique 6-3, au stade de Colombes.
- 29 décembre : première retransmission d'un match du Championnat de France en direct. C'est la rencontre Reims-Metz. L'ORTF paye au Stade de Reims la différence entre la recette du jour et la moyenne des recettes du club. Un parfait exemple de la philosophie du « dédommagement » si chère à l'ORTF… Cette première reste sans suite. Le parc est alors estimé à 700 000 téléviseurs en France.
  - Article détaillé : 1956 en football

## Football américain
- 30 décembre : New York Giants champion de la National Football League. Article détaillé : Saison NFL 1956.

## Hockey sur glace
- Les Canadiens de Montréal remportent la Coupe Stanley 1956.
- Coupe Magnus : CP Lyon est sacré champion de France.
- L’URSS remporte le championnat du monde.
- HC Arosa est sacré champion de Suisse.

## Jeux olympiques
- Jeux olympiques d'été à Melbourne (Australie) dont les compétitions se tiennent entre le 22 novembre et le 6 décembre.
  - Article de fond: Jeux olympiques d'été de 1956.
- Jeux olympiques d'hiver à Cortina d'Ampezzo (Italie) dont les compétitions se tiennent entre le 26 janvier et le 5 février.
  - Article de fond: Jeux olympiques d'hiver de 1956.

## Rugby à XIII
- 20 mai : à Perpignan, Avignon remporte la Coupe de France face à Bordeaux 25-15.
- 27 mai : à Toulouse, Albi remporte le Championnat de France face à Carcassonne 13-5.

## Rugby à XV
- Le Pays de Galles remporte le Tournoi des Cinq Nations.
- Le FC Lourdes est champion de France.

## Naissances
- 6 janvier : Clive Woodward, joueur anglais de rugby à XV, évoluant au poste de centre.
- 25 janvier : Johnny Cecotto, pilote moto vénézuélien.
- 2 février : Jean-François Lamour, escrimeur français.
- 5 février : Héctor Rebaque, pilote automobile mexicain de Formule 1, ayant disputé 41 Grand Prix de 1977 à 1981.
- 11 mars : Willie Banks, athlète américain.
- 18 mars : Ingemar Stenmark, skieur suédois.
- 28 mars : Evelin Jahl, athlète allemande, championne olympique du lancer du disque aux Jeux de Montréal (1976) et de Jeux de Moscou (1980), championne d'Europe en 1978 à Prague.
- 4 mai : Ulrike Meyfarth, athlète allemande.
- 17 mai : Sugar Ray Leonard, boxeur américain.
- 6 juin : Björn Borg, joueur de tennis suédois.
- 11 juin : Joe Montana, joueur de football US américain.
- 13 juillet : Michael Spinks, boxeur américain, champion olympique dans la catégorie des poids moyens (71 - 75 kg) aux Jeux de Montréal en 1976, unique champion du monde professionnel invaincu dans la catégorie des poids moyens, premier et seul champion du monde d'une catégorie inférieure à avoir défié et battu le tenant du titre des poids lourds lorsqu'il vainquit Larry Holmes, le 21 septembre 1985.
- 17 juillet : Bryan Trottier, hockeyeur canadien.
- 25 août : Henri Toivonen, pilote automobile (rallye) finlandais.
- 5 septembre : Steve Denton, joueur de tennis américain.
- 7 septembre : Byron Stevenson, footballeur britannique (gallois). († 6 septembre 2007).
- 14 septembre : Ray Wilkins, footballeur anglais.
- 20 septembre : Cyril Neveu, pilote moto français.
- 29 septembre : Sebastian Coe, double champion olympique du 1 500 m, leader de la candidature de Londres pour les Jeux olympiques de 2012.
- 16 octobre : Melissa Belote, nageuse américaine spécialiste du dos crawlé.
- 18 octobre : Martina Navrátilová, joueuse de tennis tchèque puis américaine.
- 18 octobre : Isabelle Autissier, skipper (voile) française.
- 6 novembre : Urs Freuler, coureur cycliste suisse.
- 23 novembre :
  - Shane Gould, nageuse australienne.
  - Karin Guthke, plongeuse est-allemande.
- 5 décembre : Klaus Allofs, footballeur allemand.
- 7 décembre : Larry Bird, basketteur américain.
- 14 décembre : Hanni Wenzel, skieuse alpine du Liechtenstein, championne olympique de slalom et de slalom géant aux Jeux de Lake Placid en 1980.
- 23 décembre : Michele Alboreto, pilote italien de Formule 1. († 25 avril 2001).

## Décès
- 19 janvier : Nikolaï Panine, 82 ans, patineur artistique et tireur russe. (° 13 janvier 1874).
- 21 mars : Fanny Durack, 66 ans, nageuse australienne, championne olympique du 100 m nage libre aux Jeux de Stockholm en 1912. (° 27 octobre 1889).
- 15 avril : Leonard Peterson, 70 ans, gymnaste suédois, champion olympique aux Jeux de Londres en 1908. (° 30 octobre 1885).
- 20 mai : Pierre Allemane, 74 ans, joueur international français de football. (° 19 janvier 1882).
- 26 mai : Michel Lecointre, 29 ans, joueur français de rugby à XV. (° 3 juillet 1926).
- 21 juin : Paul Lebreton, 86 ans, joueur de tennis français. (° 31 mai 1870).
- 21 août : Marcel Cadolle, 70 ans, coureur cycliste français. (° 21 décembre 1885).
- 27 septembre : Mildred Didrickson Zaharias, 43 ans, athlète et golfeuse américaine. (° 26 juin 1913).
- 1er octobre : Stan Ockers, 36 ans, coureur cycliste belge, champion du monde en 1955. (° 3 février 1920).